# Glaswelt
Glaswelt (Eigenschreibweise: GLASWELT) ist eine deutsche Fachzeitschrift für die Glas-, Fenster-, Fassaden- und Sonnenschutzbranche und erstmals im Jahr 1948 erschienen. Die Zeitschrift wird vom Alfons W. Gentner Verlag, Stuttgart, herausgegeben (2018 im 70. Jahrgang) mit 12 Ausgaben pro Jahr. Die Informationen werden heute über verschiedene Kanäle verbreitet.
Sie richtet sich an Verarbeiter, Verantwortliche und Entscheider aus der Glas-, Fenster-, Fassaden- und Sonnenschutzbranche als Zielgruppe.
Die Themenschwerpunkte sind die neuesten Entwicklungen von Anwendungen und Produkten für die Glas-, Fenster-, Fassaden- und Bauelementebranche und schließt auch das Segment Sonnenschutz mit ein. Die Berichterstattung schließt neben Funktionsgläsern, Profilsystemen, Funktionsbeschlägen, Steuerungstechnik auch alle weiteren Zulieferprodukte mit ein, inklusive Fertigungstechniken, -anlagen und Komponenten für die genannten Branchen.
Als weiterer Schwerpunkt werden die fachgerechte Montage, der Transport und die Logistik ausführlich thematisiert. Über neue Normen und Regelwerke wird frühzeitig berichtet.
Das Blatt liefert ihre Informationen crossmedial über folgende Verbreitungskanäle: Print, Newsletter, online (u. a. Twitter, Facebook, LinkedIn, XING) und Apps. Darin enthalten sind die wichtigsten und relevanten Informationen für Verarbeiter, Handelsunternehmen, Montagebetriebe und alle weiteren Interessierten. Die verbreitete Auflage der Glaswelt beträgt über 10.000 Exemplare. Die Zeitschrift wird durch die Informationsgemeinschaft zur Feststellung der Verbreitung von Werbeträgern (IVW) geprüft.